# غاز مسيل للدموع

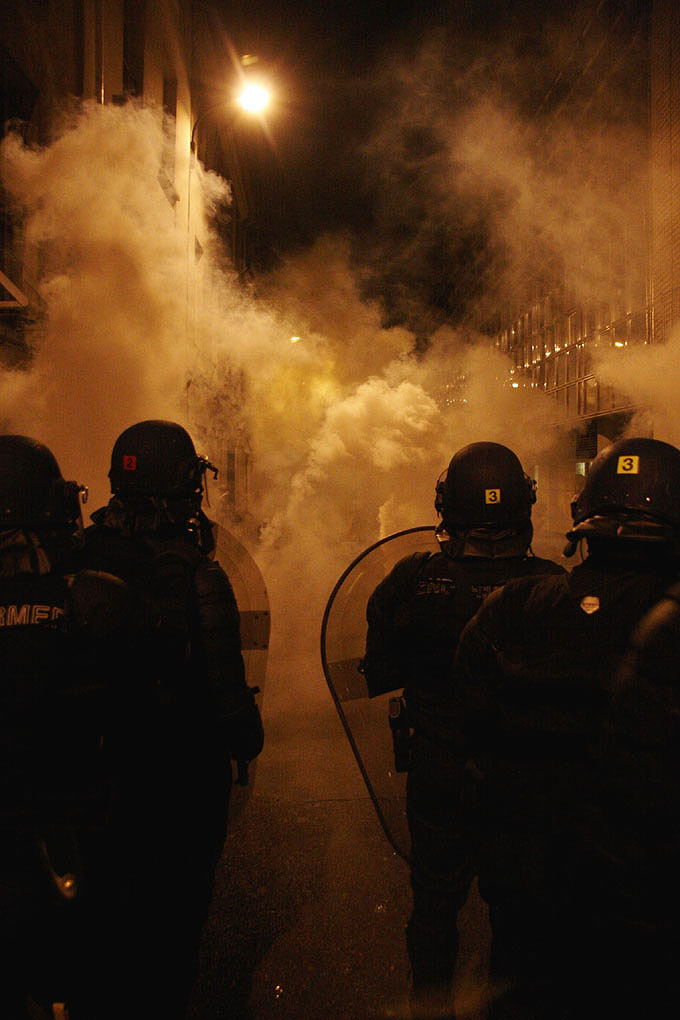
إطلاق الغاز المدمّع على احتجاجات في فرنسا

الغاز المسيل للدموع أو الغاز المدمّع: (غاز Malotrinilode Chlorobenzylidene) يعد من الوسائل القديمة المستخدمة في السيطرة على الاحتجاجات المدنية وفض التجمعات الاحتجاجية، وإنهاء أعمال الشغب. ويتكون من رذاذ الفلفل الأسود وثلاثة مواد كيميائية يرمز لها اختصارا بالحروف (CN) و(CR) و(CS). قامت بصنعه شركة بريطانية في خمسينيات القرن العشرين.
وترجع المصادر التاريخية استخدام الغاز المسيل للدموع إلى نحو ألف سنة خلت، وتشير إلى سبق الصينيين في هذا المجال بإفقاد أعدائهم الرؤية بقذفهم بالفلفل المطحون المغلف بأوراق قش الأرز.
ومثل شيوع استعمال الشرطة والقوى الأمنية لقنابل الغازات المسيلة للدموع، في تفريق مظاهرات سياسية خلال السنوات الأخيرة، قاسما مشتركا بين دول توصف بالديمقراطية وأخرى تنعت بالدكتاتورية.

## تأثيره وآلية عمله
تتكون الغازات المسيلة للدموع من جزئيات صلبة متناهية الصغر تتحول عند إطلاقها في الجو إلى غازات، تتسبب في إصابة مستنشقيها بأعراض مختلفة، تتراوح بين السعال واحتراق الرئتين ودموع العينيين، وتؤدي أحيانا للإصابة بحروق أو بالعمى المؤقت، وتقود في حالات نادرة إلى تقيؤ متواصل يفضي إلى الموت.
وتعمل الغازات المسيلة للدموع على تهييج الأغشية المخاطية في العين والأنف والفم والرئتين، مما يسبب البكاء والعطس والسعال وصعوبة التنفس.

## أنواعه حسب تأثيراته المتفاوتة
تتفاوت تأثيرات الغازات المسيلة للدموع حسب نوعها وكميتها التي يستنشقها الشخص المستهدف، وينتج في العالم من هذه الغازات ما يقارب 15 نوعا من أشهرها ثلاثة تختلف فيما بينها وفقا لتأثيراتها وهي:
- الأقل تأثيرا: وهو الشائع الاستخدام ويصنع من غاز سي إن ذي التأثير الوقتي والذي يتلاشي سريعا.
- المتوسط التأثير: ويصنع من غاز سي إس ويعتبر أكثر فعالية وسمية وإضرارا بالبيئة.
- الأقوى تأثيرا: غاز سي آر وتم إيقاف استخدامه عام 1956 بسبب تأثيراته المسببة لتقيؤ متواصل قد يفضي إلى الوفاة.

## قنابل الغاز المسيل للدموع

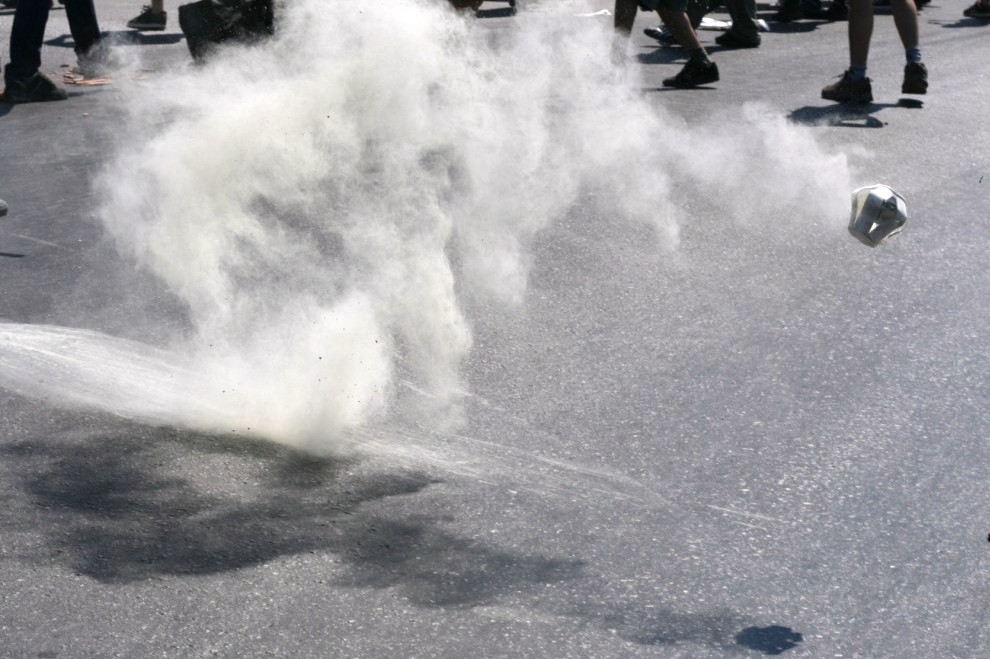
عبوة غاز مدمع منفجرة.

تصنع قنابل الغاز المسيل للدموع المستخدمة في فض الاحتجاجات السياسية، في الغالب من جسم خارجي من الألمونيوم بأعلاه خمسة ثقوب وأسفله ثقب واحد، مغطاة كلها بطبقة من الشمع اللاصق، ويؤدي إطلاق القنبلة المسيلة للدموع إلى ذوبان طبقة الشمع اللاصق وخروج الغاز من القنبلة.
وتلزم قوانين الأنظمة الموصوفة بالديمقراطية قوات الشرطة بالتدرب جيدا على استخدام القنابل المسيلة للدموع، وعدم إطلاقها إلا في حالة الضرورة مع مراعاة معايير قانونية محددة لهذا الغرض، غير أن هذه المعايير لا يتم الالتفات إليها في كثير من الدول التي تستخدم أجهزتها الأمنية الغازات المسيلة للدموع لتفريق التجمعات الاحتجاجية.

## أعراض ونصائح
يمكن أن يتسبب التعرض للغازات المسيلة للدموع لفترات طويلة وفي أماكن سيئة التهوية، في حدوث مشاكل صحية خطيرة، من بينها الغلوكوما المسبب أحيانا للعمى، والحروق من الدرجة الثانية، والموت الناشئ عن حروق كيميائية للرئتين أو البلعوم، وتعريض النساء الحوامل لخطر الإجهاض.
وتنصح منظمات حقوقية وسياسية دولية الراغبين في التظاهر، بالوقاية من تأثيرات الغازات المسيلة للدموع، باستخدام أقنعة واقية، أو وضع منديل مبلل بالماء والخل على الأنف، أو غسل الوجه مسبقا بالماء وصابون زيت الزيتون أو بمادة الديفوتيرين، وعدم لمس العين عند الإصابة.